# Placca dello Yangtze

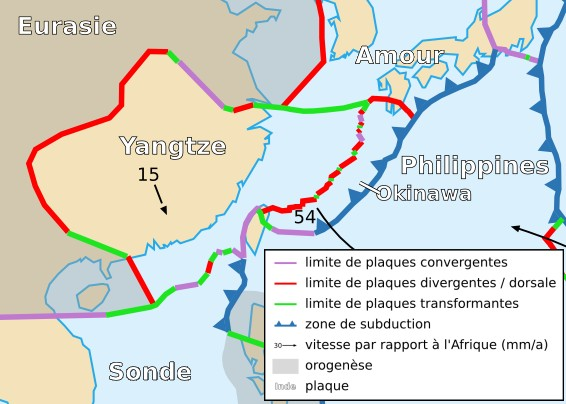
La placca dello Yangtze.

La placca dello Yangtze è una placca tettonica terrestre; prende il nome cinese del grande fiume Azzurro che la attraversa da ovest verso est, nel suo percorso terminale. È generalmente associata alla placca euroasiatica. Copre il sud-est della Cina, la parte sud-ovest e centrale del mar Cinese orientale e la parte nord del mar Cinese meridionale.
La placca occupa un angolo solido di 0.05425 sterad e si sposta a una velocità di rotazione di 0.9983° per milione di anni, con un polo euleriano posto a  69°07' di latitudine nord e 97°72' di longitudine est.
Il canale di Okinawa separa la placca di Okinawa dalla placca dello Yangtze, che è in contatto anche con la placche delle Filippine, della Sonda, dell'Amur e con quella euroasiatica.

## Fonti
- (EN) Peter Bird, An updated digital model of plate boundaries, Geochemistry Geophysics Geosystems, 2003 (PDF), su peterbird.name.